# Nyamira
Nyamira – miasto w Kenii, stolica hrabstwa Nyamira. W 2019 liczyło 24,5 tys. mieszkańców.